# Thailandia ai XXIV Giochi olimpici invernali
La Thailandia ha partecipato ai XXIV Giochi olimpici invernali, che si sono svolti dal 4 al 20 febbraio 2022 a Pechino in Cina, con una delegazione composta da 4 atleti.

## Delegazione
| Sport        | Donne | Uomini | Totale |
| ------------ | ----- | ------ | ------ |
| Sci alpino   | 1     | 1      | 2      |
| Sci di fondo | 1     | 1      | 2      |
| Totale       | 2     | 2      | 4      |

## Risultati

### Sci alpino
Maschile
| Atleta       | Evento          | Tempo     | Tempo     | Tempo   | Posizione |
| Atleta       | Evento          | 1ª manche | 2ª manche | Totale  | Posizione |
| ------------ | --------------- | --------- | --------- | ------- | --------- |
| Nicola Zanon | Slalom gigante  | 1'17"53   | 1'20"83   | 2'38"36 | 38º       |
| Nicola Zanon | Slalom speciale | 1'05"71   | 1'02"24   | 2'07"95 | 40º       |

Femminile
| Atleta          | Evento          | Tempo     | Tempo     | Tempo  | Posizione |
| Atleta          | Evento          | 1ª manche | 2ª manche | Totale | Posizione |
| --------------- | --------------- | --------- | --------- | ------ | --------- |
| Mida Fah Jaiman | Slalom gigante  | DNF       | DNF       | DNF    | DNF       |
| Mida Fah Jaiman | Slalom speciale | DNF       | DNF       | DNF    | DNF       |